# بيه جوهان بيتز (كيبك)
بيه جوهان بيتز (بالإنجليزية: Baie-Johan-Beetz, Quebec)‏ هي بلدية محلية في كيبيك تقع في كندا في Minganie Regional County Municipality. يقدر عدد سكانها بـ 81 نسمة ومساحتها 525.40 كم2 و وترتفع عن سطح البحر 10 متر.

## المناخ
يظهر الجدول التالي التغييرات المناخية على مدار السنة لبيه جوهان بيتز:
| البيانات المناخية لـبيه جوهان بيتز | البيانات المناخية لـبيه جوهان بيتز | البيانات المناخية لـبيه جوهان بيتز | البيانات المناخية لـبيه جوهان بيتز | البيانات المناخية لـبيه جوهان بيتز | البيانات المناخية لـبيه جوهان بيتز | البيانات المناخية لـبيه جوهان بيتز | البيانات المناخية لـبيه جوهان بيتز | البيانات المناخية لـبيه جوهان بيتز | البيانات المناخية لـبيه جوهان بيتز | البيانات المناخية لـبيه جوهان بيتز | البيانات المناخية لـبيه جوهان بيتز | البيانات المناخية لـبيه جوهان بيتز | البيانات المناخية لـبيه جوهان بيتز |
| الشهر                              | يناير                              | فبراير                             | مارس                               | أبريل                              | مايو                               | يونيو                              | يوليو                              | أغسطس                              | سبتمبر                             | أكتوبر                             | نوفمبر                             | ديسمبر                             | المعدل السنوي                      |
| ---------------------------------- | ---------------------------------- | ---------------------------------- | ---------------------------------- | ---------------------------------- | ---------------------------------- | ---------------------------------- | ---------------------------------- | ---------------------------------- | ---------------------------------- | ---------------------------------- | ---------------------------------- | ---------------------------------- | ---------------------------------- |
| الدرجة القصوى °م (°ف)              | 8.9 (48.0)                         | 6.5 (43.7)                         | 11 (52)                            | 16.5 (61.7)                        | 32 (90)                            | 29 (84)                            | 28.5 (83.3)                        | 29 (84)                            | 28.3 (82.9)                        | 20.6 (69.1)                        | 13.3 (55.9)                        | 8.3 (46.9)                         | 32 (90)                            |
| متوسط درجة الحرارة الكبرى °م (°ف)  | −8.3 (17.1)                        | −7.2 (19.0)                        | −1.5 (29.3)                        | 4 (39)                             | 10.3 (50.5)                        | 15.7 (60.3)                        | 19.3 (66.7)                        | 18.8 (65.8)                        | 14 (57)                            | 7.8 (46.0)                         | 1.7 (35.1)                         | −5.1 (22.8)                        | 5.8 (42.4)                         |
| المتوسط اليومي °م (°ف)             | −13.7 (7.3)                        | −12.8 (9.0)                        | −6.6 (20.1)                        | 0.2 (32.4)                         | 6 (43)                             | 11.2 (52.2)                        | 14.9 (58.8)                        | 14.2 (57.6)                        | 9.7 (49.5)                         | 4.2 (39.6)                         | −1.9 (28.6)                        | −9.7 (14.5)                        | −1.3 (29.7)                        |
| متوسط درجة الحرارة الصغرى °م (°ف)  | −19.1 (−2.4)                       | −18.4 (−1.1)                       | −11.7 (10.9)                       | −3.7 (25.3)                        | 1.6 (34.9)                         | 6.6 (43.9)                         | 10.4 (50.7)                        | 9.7 (49.5)                         | 5.3 (41.5)                         | 0.6 (33.1)                         | −5.4 (22.3)                        | −14.2 (6.4)                        | −3.2 (26.2)                        |
| أدنى درجة حرارة °م (°ف)            | −37.8 (−36.0)                      | −38 (−36)                          | −35 (−31)                          | −23.5 (−10.3)                      | −11.1 (12.0)                       | −2.5 (27.5)                        | 2.8 (37.0)                         | −0.6 (30.9)                        | −5.6 (21.9)                        | −12.2 (10.0)                       | −21.5 (−6.7)                       | −33.9 (−29.0)                      | −38 (−36)                          |
| الهطول مم (إنش)                    | 72.4 (2.85)                        | 40.4 (1.59)                        | 60.5 (2.38)                        | 56.8 (2.24)                        | 90.8 (3.57)                        | 99.4 (3.91)                        | 101.4 (3.99)                       | 95.3 (3.75)                        | 103.9 (4.09)                       | 105.7 (4.16)                       | 89.7 (3.53)                        | 73.3 (2.89)                        | 989.6 (38.96)                      |
| المصدر: Environment Canada         |                                    |                                    |                                    |                                    |                                    |                                    |                                    |                                    |                                    |                                    |                                    |                                    |                                    |